# Ryosuke Sasagaki
Ryosuke Sasagaki (笹垣 亮介 Sasagaki Ryosuke?, nacido el 13 de enero de 1985 en Shizuoka) es un exfutbolista japonés. Jugaba de delantero y su único club fue el Ehime FC de Japón.

## Trayectoria

### Clubes
| Club     | País  | Año         |
| -------- | ----- | ----------- |
| Ehime FC | Japón | 2007 - 2008 |